# Maria Luiko

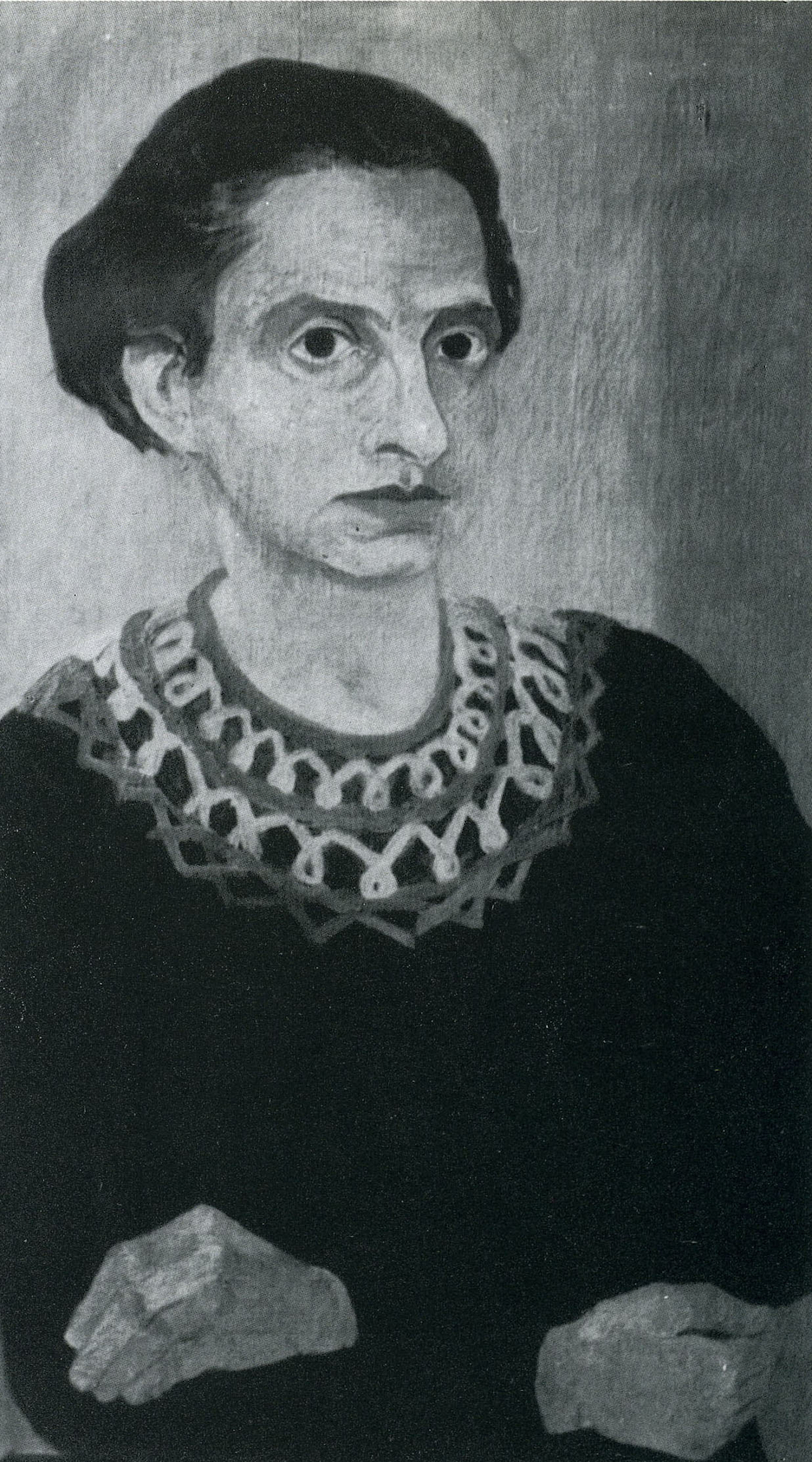
Maria Luiko, Selbstporträt (1935)

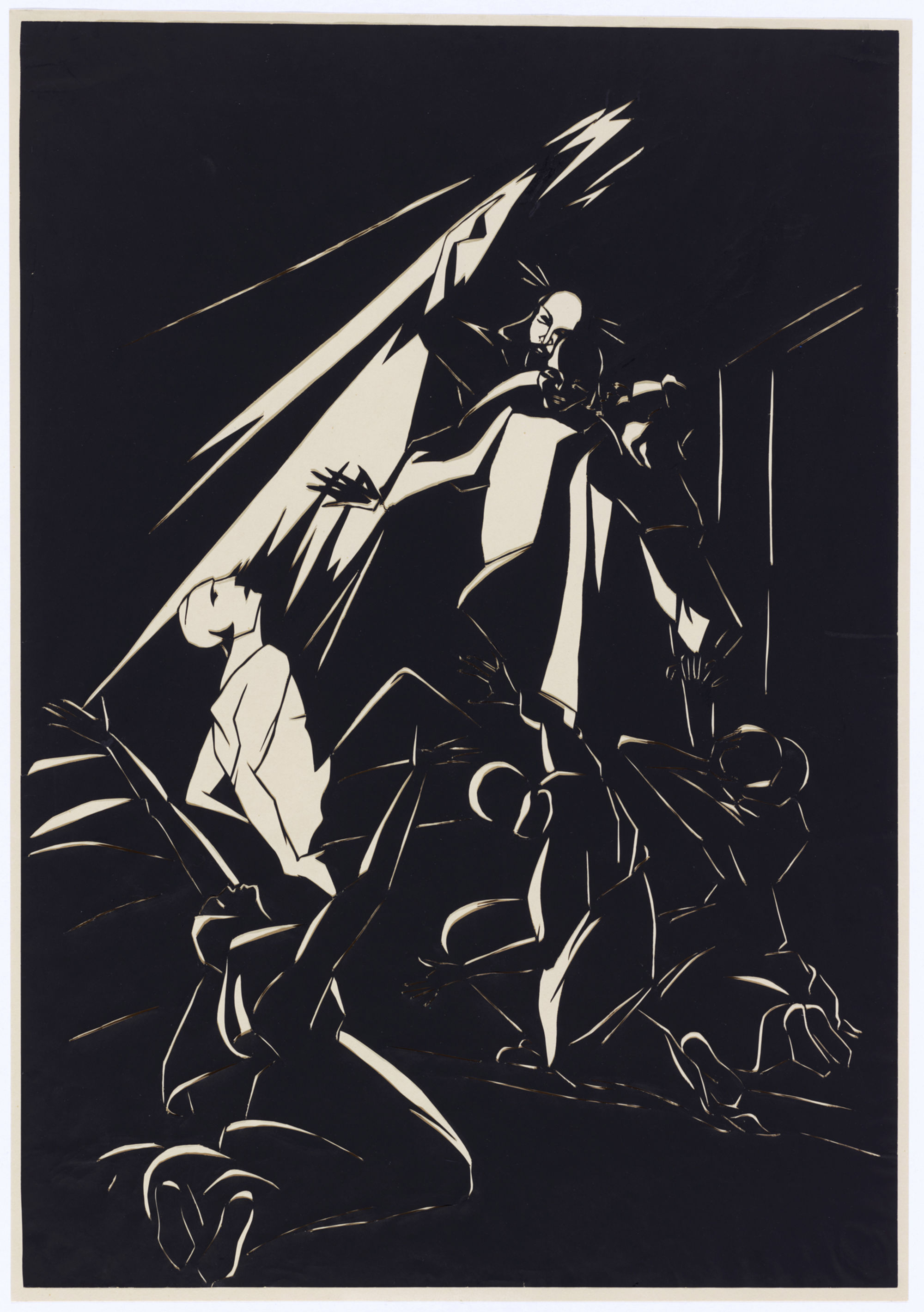
Auferweckung, Scherenschnitt (1924)

Maria Luiko (geboren 25. Januar 1904 in München als Marie Luise Kohn; gestorben 25. November 1941 in Kaunas) war eine deutsche bildende Künstlerin, Illustratorin und Puppenspielerin. Sie wurde im Holocaust ermordet.

## Leben
Marie Luise Kohn war eine Tochter des Getreidegroßhändlers Heinrich Kohn und  Olga Schulhöfer, ihre wenig ältere Schwester war die Rechtsanwältin Elisabeth Kohn. Die Töchter wohnten im Münchner Stadtteil Neuhausen bei der 1935 verwitweten Mutter und besuchten die Luisenschule, die Schule, die viele jüdischen Mädchen besuchten. Die Mutter versuchte unter den Bedingungen der nationalsozialistischen Judenverfolgung noch eine Zeit den Großhandelsbetrieb aufrechtzuerhalten, 1938 musste das Geschäft aufgegeben werden.

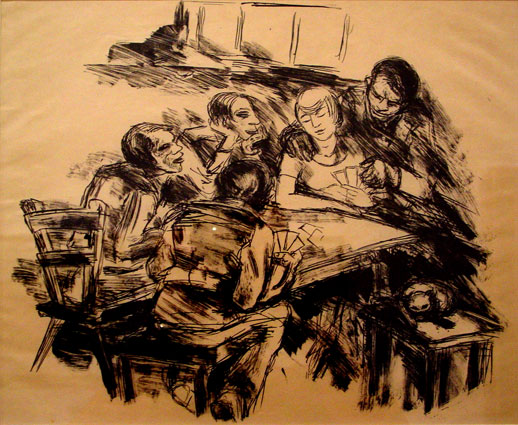
Freunde beim Kartenspiel, Lithografie (um 1935)

Kohn studierte ab 1923 acht Semester an der Akademie der Bildenden Künste München und parallel dazu an der Münchner Kunstgewerbeschule, wo sie eine Zeitlang auch ihr Atelier hatte. 1924 hatte sie ihre erste Ausstellungsbeteiligung im Münchener Glaspalast, es folgten regelmäßig Beteiligungen bis zum Jahr 1931 und nach dem Brand des Glaspalastes 1931 bei den Münchener Juryfreien.
Marie Luise Kohn nahm den Künstlernamen Maria Luiko an und war vielfältig bildnerisch tätig. Sie war mit Zeichnungen, Aquarellen und Ölbildern und auch Scherenschnitten, Lithographien, Holzschnitten und Linoldrucken auf lokalen Ausstellungen vertreten. Außerdem schuf sie Buchillustrationen, so 1923 zu Ernst Tollers Hinkemann und zu Shalom Ben-Chorins 1934 gedrucktem Gedichtband Die Lieder des ewigen Brunnens.
Sie gehörte zum Künstlerkreis um den Theaterwissenschaftler Arthur Kutscher und war Mitglied mehrerer Künstlervereinigungen.
Mit der Machtübergabe an die Nationalsozialisten wurden die Juden aus dem öffentlichen Kunstleben verdrängt und mit einem Ausstellungsverbot belegt. So wurde Maria Luiko aus dem Reichsverband bildender Künstler Deutschlands ausgeschlossen. Sie wirkte im Rahmen der eingeschränkten Möglichkeiten im Kulturprogramm des Jüdischen Kulturbundes, Ortsgruppe München, mit und stellte ihr Atelier für Ausstellungen und Theaterproben zur Verfügung. Mit eigenen Werken nahm sie an verschiedenen Ausstellungen teil, so an einer „Grafischen Ausstellung bayerischer jüdischer Künstler“ 1934 in München. 1935/36 entwarf sie das Bühnenbild für das Schauspiel „Sonkin und der Haupttreffer“ von Semen Juschkewitsch. Im April 1936 nahm sie an der „Reichsausstellung Jüdischer Künstler“ im Berliner Jüdischen Museum teil.
Zum 1. Januar 1936 wurde allen jüdischen Künstlern untersagt, einen Künstlernamen zu führen.
Luiko versuchte ins Ausland zu reisen, um eine Emigration vorzubereiten, sie erhielt aber von den Behörden keinen Reisepass. Informationen über den weiteren Lebensweg fehlen. Luiko wurde am 20. November 1941 in einem NS-Deportationszug mit 998 weiteren als Juden verfolgten und gefangenen Personen von München aus, zusammen mit ihrer Mutter und ihrer Schwester, „in den Osten“ deportiert. Der ursprünglich für Riga bestimmte Personenzug wurde von der SS nach  Kowno (Kaunas) umgeleitet. Am 25. November 1941 wurden alle Insassen im Fort IX von Kaunas durch die dortige Einsatzgruppe ermordet.

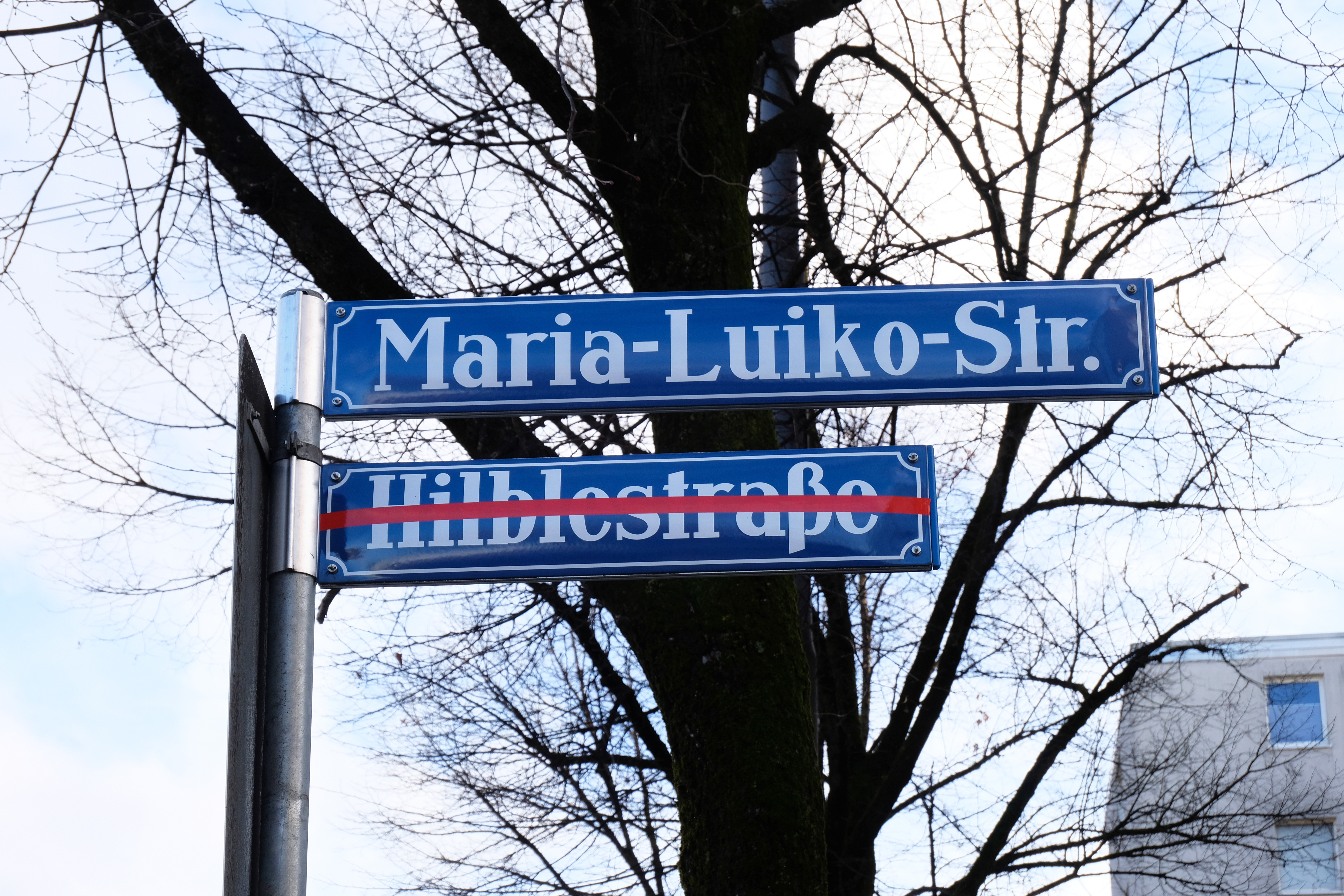
Das alte und das neue Strassenschild nach der Namensumwidmung

## Bedeutung für das Marionettentheater
Maria Luiko gab den Anstoß, in München ein eigenes Marionettentheater zu gründen, das sich aus jüdischer Sicht mit biblischen Themen befassen sollte. Es erhielt den Namen „Bimath Buboth“, die hebräische Bezeichnung für „Puppenspiel“. Das Gründungsdatum ist nicht bekannt, Belege sind für 1934 vorhanden. Mitwirkende waren neben Luiko vor allem Rudolf Ernst und Schalom Ben-Chorin; aber auch eine Zusammenarbeit mit dem Münchner Komponisten Karl Amadeus Hartmann ist belegt. Aufgeführt wurden die Dramen „Ruth“ und „Esther“, wobei die Bibeltexte auf Hebräisch vorgetragen wurden und durch altjüdische Legenden wie Aggada und Midrasch ergänzt wurden. Maria Luiko, die an der Hochschule der Bildenden Künste in München eine Ausbildung in der Bühnenbildklasse bei Emil Praetorius absolviert hatte, gestaltete das Bühnenbild.
Das Marionettentheater Bimath Buboth wurde überführt in den Jüdischen Kulturbund München und umbenannt in „Münchner Marionettentheater Jüdischer Künstler“, dessen erste Aufführung am 30. Januar 1935 mit dem Stück „Moses“ erfolgte, einer Adaption von August Strindbergs Novelle „Die ägyptische Knechtschaft“ durch Berthold Wolff. Zum Ensemble gehörten zwischen 1935 und 1937 bis zu sechzehn Mitwirkende. Die von Berthold Wolff formulierte programmatische Ausrichtung zielte zunächst auf die Adaption jüdischer Stoffe oder von Werken jüdischer Autoren. Werke dieser Art wie der „Moses“ und „Das Gelöbnis“ von Perez Hirschbein wurden ergänzt durch populäre Stoffe wie „Das Mädchen von Elizondo“ und „Die Insel Tulipatan“ nach Jacques Offenbach, „Das Ochsenmenuett“ von Georg von Hoffmann sowie „Die geheimnisvolle Pastete“ und „Die drei Wünsche“ von Franz von Pocci. Maria Luiko und Rudolf Ernst waren die zentralen Personen: sie entwarfen die Marionetten, gestalteten die Bühnenbilder und waren als Puppenspieler tätig. Luiko fertigte die Marionetten für die Stücke; diese sind erhalten geblieben und befinden sich in der Sammlung des Münchner Stadtmuseums. Bei allen von Luiko gefertigten Marionetten handelt es sich um mittels eines Führungskreuzes gehaltene Fadenmarionetten. Bereits für das noch zur Zeit von „Bimath Buboth“ aufgeführte hebräische Stück „Ruth“ hatte Luiko unter Verwendung malerischer Mittel ausdrucksvolle Physiognomien der jüdischen Figuren geschaffen, die vermutlich von den avangardistischen Theaterinszenierungen der in Moskau gegründeten Theatergruppe Habimah beeinflusst waren. Diese waren kombiniert mit Kostümen, die mit einfachen Mitteln an landestypische Trachten in Palästina erinnerten. Dies gilt in vergleichbarer Weise für die Israeliten im „Moses“, während die Ägypter mit aufwendigeren Kostümen und reduzierter Mimik gestaltet sind. Auch bei den Marionetten für die nichthebräischen Stücke zeigt sich die Fähigkeit Luikos, mit Stoffresten wirkungsvolle Kostüme zu kreieren und mit malerischen Mitteln ausdrucksstarke Physiognomien zu gestalten.

## Namensgeberin für Straße
Im November 2022 wurde nach einem Beschluss des Münchner Stadtrats die bisherige Hilblestraße in Neuhausen-Nymphenburg in Maria-Luiko-Straße umbenannt. Für diese Umbenennung erhielten die Anwohner und Gewerbetreibenden erstmals eine Entschädigung für die mit der Umwidmung entstandenen Kosten.

## Gedenken
Im Rahmen des Projekts Erinnerungszeichen für Opfer des NS-Regimes in München wurde im November 2022 an Maria Luikos ehemaligen Schule in der Luisenstraße 7 in München eine Gedenktafel für sie angebracht.

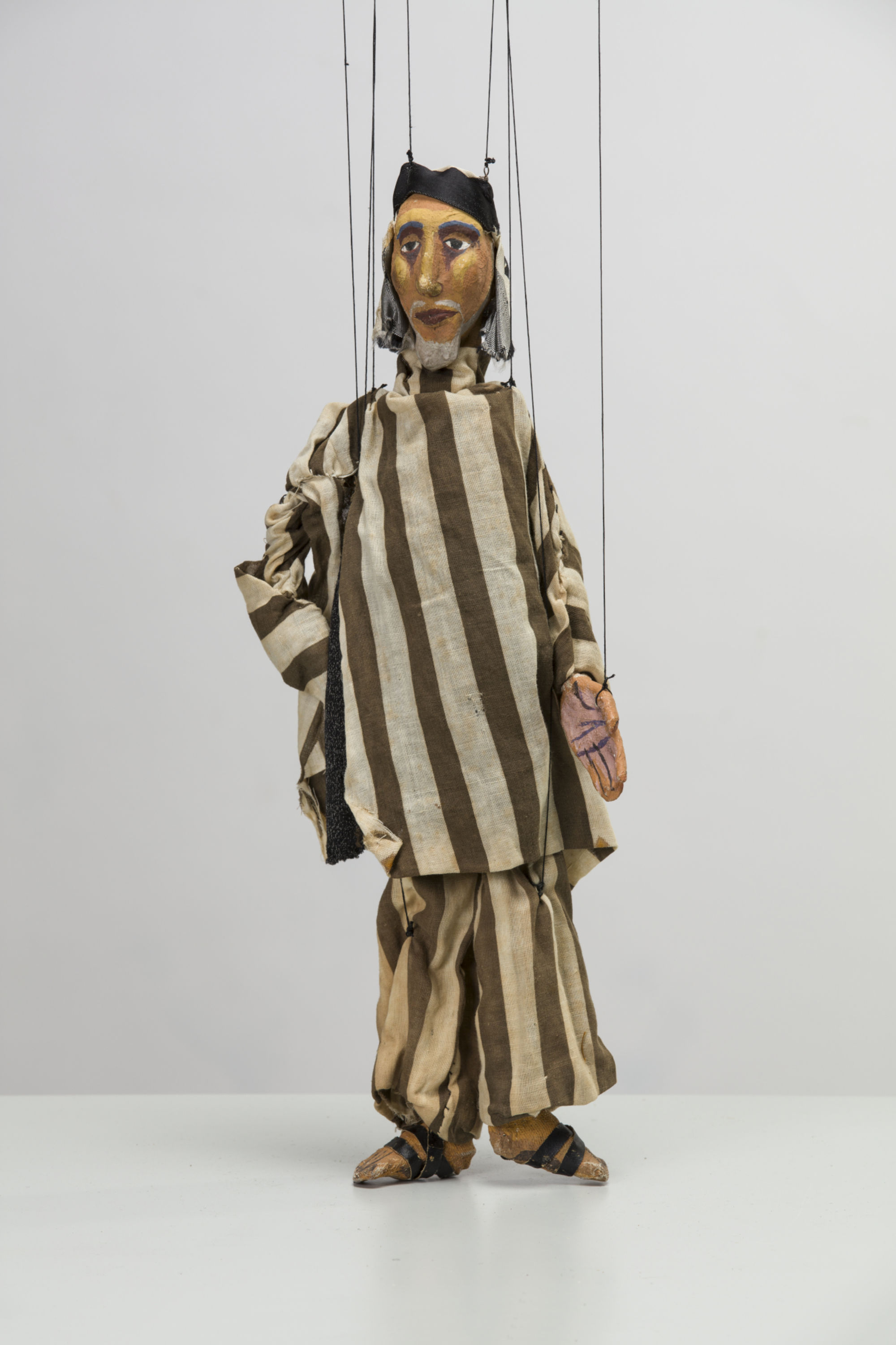
Marionette „Israelit“ (1935)

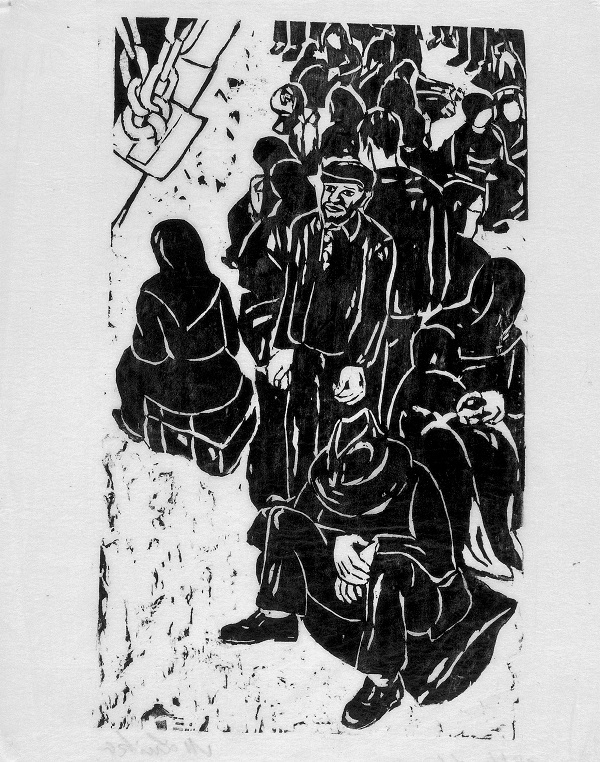
Menschengruppe vor der Deportation. Holzschnitt um 1938

Werke von Maria Luiko sind in einem Gedenkalbum innerhalb der Online-Sammlung des Münchner Stadtmuseum versammelt.